# Чеботарь, Юрий Адамович
Юрий Адамович Чеботарь (бел. Юрый Адамавіч Чабатар, род. 16 ноября 1979, Минск) — министр экономики Республики Беларусь с 4 января 2024 года.

## Биография
Окончил Белорусский государственный экономический университет в 2002 году и Академию управления при Президенте Республики Беларусь в 2008 году. В 2002—2003 годах — младший научный сотрудник Научно-исследовательского экономического института Министерства экономики Республики Беларусь. В 2003—2004 годах — главный экономист отдела машиностроения и металлургии департамента экономики промышленности, транспорта и связи Министерства экономики Республики Беларусь. В 2004—2005 годах — консультант отдела экономического анализа развития промышленности департамента экономики промышленности, транспорта и связи Министерства экономики Республики Беларусь. В 2005—2011 годах — заместитель начальника главного управления промышленности, транспорта и связи — начальник отдела экономического анализа развития промышленности Министерства экономики Республики Беларусь. В 2011—2016 годах — начальник главного управления промышленности, транспорта и связи Министерства экономики Республики. В 2016—2020 годах — заместитель Министра экономики Республики Беларусь. В 2020—2024 годах — Первый заместитель Министра экономики Республики Беларусь.

## Награды
- Медаль «За вклад в создание Евразийского экономического союза» III степени (2015, Высший Евразийский экономический совет)[2].
- Медаль «За вклад в развитие Евразийского экономического союза» (2019, Высший Евразийский экономический совет)[3].